# بیلی وست (بازیگر)
بیلی وست (انگلیسی: Billy West؛ ‏ ۲۲ سپتامبر ۱۸۹۲ – ۲۱ ژوئیهٔ ۱۹۷۵) کارگردان، تهیه‌کننده فیلم و بازیگر روسی-آمریکایی بود.

## گزیدهٔ فیلم‌شناسی
- خودت خیت شدی
- رقبای عشقی
- آهای، تاکسی!
- همین دور و برا باش
- دل در گرو
- دوباره آمد
- خوشگل‌هایِ دچارِ دردسر
- همبازی‌ها
- صاف و صادق
- صبح زود
- تعمیرکار
- بز
- دانشمند
- روز مرخصی او
- خدمتکار آسایشگاه
- سرآشپز
- آس و پاس
- شرور
- پیام‌رسان
- شرور
- رقیب کوپیدو
- دیوانگان خمیر
- قهرمان
- مفت‌خور
- برده
- پشت‌صحنه
- کندی کید
- سرکش
- مأمور لباس‌شخصی
- رهبر گروه نوازندگان
- میلیونر
- زود باش!